# Centro de Conservación de Santa Ana
El Centro de Conservación de Santa Ana (CCSA) es un área silvestre de aproximadamente 52 hectáreas, ubicado en el distrito de Uruca, en el cantón de Santa Ana, Costa Rica. Tiene una altitud media de 900 m s. n. m. y está delimitado al este por el cauce del río Uruca. El sitio incluye parches de uno de los últimos remanentes de bosque tropical seco del Valle Central, senderos, el Museo Histórico Agrícola, cancha de fútbol, área de pícnic, especies de fauna silvestre y domésticas y un vivero de especies forestales.
Es administrado por una fundación conservacionista sin fines de lucro, denominada Fundación Pro Zoológicos (Fundazoo), la cual también tiene a su cargo el zoológico más importante del país, el Parque zoológico y jardín botánico nacional Simón Bolívar.

## Historia
El trapiche y buena parte del terreno que incluye el Centro, proviene de un legado familiar de Robert Ross Lang, un inmigrante de procedencia inglesa. En 1869, Ross adquirió dicha propiedad para instalar un ingenio de caña de azúcar. Se sabe que el trapiche ya existía  para esa época, así que Ross aprovechó las instalaciones para vender el producto a la Fábrica Nacional de Licores. Con el tiempo, la propiedad se convirtió en la Hacienda Ross.
En 1907 murió don Robert, y su hijo Alejandro Ross Davidson se encargó de la Hacienda. El nuevo dueño sembró arroz, café y caña de azúcar, y unió el beneficio que se encontraba en su periferia con el trapiche, el cual después se convirtió en un pequeño ingenio. En 1918 don Alex fue uno de los mayores productores de azúcar del país, y luego llegó a exportar café de la cosecha 1932-1933. En 1954 sacó su última tarea de dulce y al año siguiente murió, dejando repartida la Hacienda entre sus tres hijos.
Uno de ellos, don Lorne Ross Ashley, se quedó con una parte de la finca la cual fue conocida después como Finca Lornessa. Don Lorne y su esposa continuaron con la vocación agrícola, por lo que mantenían ganado, producían huevos, cultivaban parcelas de maíz, frijoles, hortalizas y árboles frutales.
El CCSA fue en parte donado por el señor Lorne Ross al Estado costarricense en 1975 para la construcción del Zoológico nacional y el resto de la propiedad fue adquirida para el mismo fin en 1976. En el año 1993 se definió la misión de esta institución como la conservación del patrimonio nacional, histórico y natural.
En 1976, la Finca Lornessa fue dividida en varias partes, unas de ellas fueron compradas por el Estado, y otra fue donada por los esposos Ross con el fin de conservar el patrimonio natural y cultural del lugar. El deseo de la pareja por conservar y divulgar este patrimonio está siendo cumplido gracias a las acciones de Fundazoo, ente administrador del lugar.
En las décadas posteriores, se introdujeron especies diversas de flora y fauna originarias de varias partes del país, con el fin de promover el concepto de conservación del hábitat tropical.
Debido a su importante extensión y agradable clima, durante muchos años surgieron intentos para construir en sus instalaciones un zoológico, pero ninguno se concretó hasta que en 1994 la propiedad pasó a ser administrada por la Fundación Pro Zoológicos, y desde entonces estos terrenos tomaron el rumbo conservacionista que ahora la caracteriza.
Desde principios del siglo XXI, el CCSA a través de Fundazoo dedica parte de su actividad  a la investigación, la reproducción en cautiverio de especies de flora y fauna tropicales, la educación ambiental, la conservación y rehabilitación de hábitat y la recreación ecoturística.

## Atracciones y servicios[1]
El Centro de Conservación de Santa Ana cuenta con una extensión aproximada de 52 hectáreas. Se divide en parches de regeneración boscosa, los senderos naturales Uruca y Aramides, el Museo Histórico Agrícola, un germinador, dos viveros forestales, un circuito de recintos de animales silvestres, un jardín de cactus y suculentas; se proyecta la pronta apertura de una mariposario y un jardín de palma.
Sin lugar a dudas, su infraestructura más valiosa es la casona de bahareque, calicanto, caña brava y techo de teja, declarada Patrimonio Histórico Nacional, que tiene más de 250 años de antigüedad, compuesta de un salón principal, un dormitorio, un área de alacenas y pilas, una cocina y una capilla que funcionó como primera iglesia de Santa Ana en 1850.
Junto a ella se ubica el Museo Histórico Agrícola, que consiste en un antiguo trapiche con sembradíos y animales domésticos típicos del Valle Central. Cerca se encuentras las ruinas de un pequeño beneficio de café.
El Centro ofrece parqueo para vehículos, zonas de recreación con ranchos para pic nic totalmente equipados, área de juegos para niños, un vivero donde se encuentran a la venta árboles y plantas nativas; se cuenta además con un programa de adopción de parcelas de bosques y reforestación. Así mismo se ofrecen durante todo el año talleres alrededor de diversas temáticas relacionadas con el Centro de Conservación, así como visitas guiadas para grupos estudiantiles y público en general (previa cita).